# مقيبلة (فلسطين)
مقيبلة (بالعبريّة: מֻקֵיבִּלָה) هي قرية عربية وهي جزء من مجلس جلبوع الإقليمي وتقع إداريًا في المنطقة الشمالية شمال فلسطين المحتلة. جغرافياً تقع القرية في الطرف الجنوبي الشرقي من مرج ابن عامر (أو سهل زرعين أو يزرعيئل) على طرف لسان ارتفاعه النسبي من السهل نحو 13 متراً وارتفاعه المُطلق عن مستوى سطح البحر نحو 112 متراً. ويمتدُّ هذا اللسان من سفوح جبال جلبوع الغربية باتجاه الغرب وينتهي على مقربَةً من وادي الكسلان الذي يستمِدُّ مياهه من جبال جلبوع ويصب في نهر قيشون (ويُسمى أيضا نهر المقطع) على بعد كيلومترا ونصف تقريباً غربي القرية، وقد سُميَ بالكسلان لأنه يتأخر في جريانه في فصل الشتاء ولعل ذلك يعود إلى ضيق حوضه.
في عام 2018 بلغ عدد سكان القرية ما يقارب من 4,000 نسمة، ومسطحها ما يقارب من 320 دونماً، والأراضي الزراعية ما يقارب 2000 دونماً.

## التسمية
- يعتقد أهالي القرية أن اسم مقيبلة جاء نسبةً إلى الشيخ «مِقْبِل» الذي له ضريحٌ متواضعٌ أُعيد بنائه في سنة 1980 في الجهة الشمالية الشرقية من المسجد، ولكن لا توجد معلومات عن الشيخ «مِقْبِل». ومما يُروى عن الموقع الذي يقع فيه الضريح أنه كُشف في أواخر القرن التاسع عشر عن مغارة مليئة بالهياكل العظمية برزت للعيان عندما أُقيم المسجد القديم فأُخرجت الهياكل العظمية ودُفنت في المقبرة واستعملت المغارة لاحتواء مجارى المراحيض. ويقال أن هذه المغارة واسعة وتمتد إلى الجهة الغربية من الضريح.
- ولعل التسمية لغوية محضَة وهذا أرجح الظن إذا أخذنا بعين الاعتبار وجود أماكن أخرى سميت «مقيبلة»، ففي جبال السامرة الوسطى بين نابلس وقلقيلية على مقربة من قرية حجّه تقع خرائب دعيت «خربة مقيبلة».
- ولعل التسمية من «القَبَل» أي ما ارتفع من الأرض واستقبلك.
- وقد تكون من «قُبَل الجبل» أي سفحه أو من «القَبَل» أي الظاهر للعيان.
- ومما تجدر الإشارة إليه في هذا المقام اللغوي ما يرويه الخلف من عائلة بطاح عن سلفهم أن جدّهم البطاح قدم أولاً إلى قرية تقع شرقي مقيبلة فسأل ما اسم هذه القرية فقيل له «عرانة» فطلب من أفراد حاشيته قائلاً «أعرِنوا عنها» أي: أبعدوا عنها، ثم جاء إلى موقع خرب فسأل ما اسم هذه الخربة فقيل له: «ألجلمة» فقال: «إجلموها» أي إقطعوها أو مروا عنها، إلى أن أتى إلى خربة مقيبلة فسأل عن اسمها فقيل له «مقيبلة» فقال: «أقبلوا عليها»، واستقر فيها.

## تاريخ
خلال العصر الروماني، كانت هناك بلدة تدعى «المقابل» في نفس الموقع. وتم العثور على العديد من الآثار والفخار تعود إلى الحقبة البيزنطية بالقرب من القرية الحالية.

### العصر العثماني
وفقاً للسكان المحليين، انتقل القرويون إلى القرية من منطقة مسجد سيدنا علي في قرية الحرم في الجزء الأخير من الفترة العثمانية. في عام 1838 أشار إدوارد روبنسون إلى المقيبلة باعتبارها «قرية تقع في السهل، على الطريق المباشر من جنين إلى الناصرة». ووضع المقيبلة في منطقة جنين، وقال أنها تسمى أيضًا باسم «الحارثة الشمالية».
لاحظ فيكتور جويرين الذي زار القرية في عام 1870، أنّ القرية كانت تضم 400 شخص ولديها عدد من الصهاريج. في عام 1882 وصف صندوق استكشاف فلسطين القرية بأنها «قرية طينية في السهل، تم تزويدها بالخزّانات».

### الإنتداب البريطاني
في تعداد فلسطين لعام 1922 الذي أجرته سلطات الإنتداب البريطاني، كان عدد سكان المقيبلة حوالي 201 شخص؛ منهم 181 مسلمًا وحوالي عشرين مسيحيًا، وكان جميع المسيحيين من أتباع الطائفة الأرثوذكسية. في تعداد 1931 زاد عدد السكان ليصل إلى 270 نسمة؛ وكان منهم 244 مسلمًا وحوالي 26 مسيحيًا، يعيشون في ما مجموعه 67 منزلًا.
بحلول عام 1945، بلغ عدد سكان المقيبلة حوالي 460 نسمة، وتم تصنيف جميع السكان على أنهم مسلمون. وكانوا يمتلكون ما مجموعه 2,687 دونم من الأراضي، في حين أن 4,451 دونم كانت عامة، أي ما مجموعه 7,128 دونم. ومن بين هذه الأراضي، تم استخدام 174 دونم للمزارع أو الأراضي المروية، وحوالي 6,421 للحبوب، في حين تم بناء 22 دونم من الأراضي المبنية.

### دولة إسرائيل
بعد الحرب العربية الإسرائيلية عام 1948، وقعت المقيبلة وقرية صندلة المجاورة ضمن المملكة الأردنية الهاشمية، وفي إتفاقية هدنة 1949 في رودس بين الأردن وإسرائيل إنتقلت القرية لتصبح جزءًا من دولة إسرائيل.
في عام 1994، درس أندرو بيترسن عالم الآثار المتخصص في العمارة الإسلامية، «الحوش» وهو مبنى ساحة كبير، يشبه الخان، ويقع في وسط القرية. تبلغ مساحة الفناء المركزي «للحوش» حوالي 30 مترًا لكل جانب. على الجانب الشرقي توجد بوابة صغيرة تؤدي إلى إيوان طويل القامة. لاحظ بيترسن أن البناء قد تم بناؤه إما في أواخر الفترة العثمانية أو في وقت مبكر من فترة الإنتداب البريطاني.

## ديموغرافيا

### تعداد السكان
يبلغ عدد سكان القرية ما يقارب من 4,000 نسمة، ومسطحها ما يقارب من 320 دونماً. تزايد عدد سكان القرية، وهم مسلمون ومسيحيون، من عام 1922 إلي عام 2007 على النحو التالي:
| عام 1922 | 201 نسمة   |
| عام 1931 | 244 نسمة   |
| عام 1945 | 460 نسمة   |
| عام 1961 | 440 نسمة   |
| عام 2002 | 2,810 نسمة |
| عام 2007 | 3,299 نسمة |

### التركيبة الدينية
في القرية أكثرية مسلمة وأقلية من المسيحيين، وينتمي المسيحيين في المقيبلة إلى ثلاثة طوائف مسيحية أكبرها الكنيسة اللاتينية تليها كنيسة الروم الملكيين الكاثوليك والأرثوذكسية الشرقية. تعود أصول مسيحيو المقيبلة إلى قرية برقين وبيت ساحور والجلمة المجاورة. ومن العائلات المسيحية في القرية: أبو نصر، وبرقيني (شِنّارة)، وساحوري، وسعد. وكانت تعيش في السابق حمولة آل صائغ وقحّاز التي تركت القرية للعيش في مدينة الناصرة.

## الأراضي
مسطح الأراضي الخاص بالقرية يصل اليوم لحوالي 2000 دونم بالرغم من أن مساحات الأراضي قبل النكسة كانت مضاعفة، وذلك على النحو التالي:
| المساحة بالدونمات | نوع المساحة المستخدمة     |
| 194               | البساتين المروية          |
| 6421              | المزروعة بالحبوب          |
| 12                | المبنية                   |
| 6615              | الصالحة للزراعة           |
| 501               | البور                     |
| 4932 دونم         | الأراضي المغتصبة عام 1962 |

## بئر المسناوي
منذ أن تم الاستيطان الحديث في القرية في أواخر القرن الثامن عشر وآبار الجمع «بيار مية السما» هي المصدر الرئيسي للمياه في القرية وفي أيام القحط ورد السكان على عين تينة في مدينة جنين للتزود في المياه إلى أن تنبه أهالي القرية إلى وجود بئر أثرية في الجهة الغربية من القرية، وقد خرج بالقرب من باب البئر قسطلاً (أنبوباً من الفخار) وامتد إلى بركة كانت تدعى «جورة أبو زغد» على مقربة من تلٍ ترابَه منقولاً استعمل كمقبرة لسهولة الحفر فيه، ويروى أنه مر من القرية شخص غريباً وأشار إلى إمكانية كون البئر ينبوعاً صالحاً وقد امتلأ بالتراب مع مرالأجيال وأكد رأيه أن مَن سَلف من السكان نقلوا منه الماء إلى البركة بواسطة القسطل. فهب سكان القرية وعلى رأسهم شخص يدعى يوسف الخلف كان قد استوطن في قرية برقين ولكنه أقام في القرية معظم أيام السنة أثناء موسم الحصاد لقرب القرية من أراضي برقين.
كان هذا حوالي عام 1860 إلى 1865 ومنذ ذلك الحين تفجرت مياه النبع وأصبحت بئر المسناوي المصدر الرئيسي للمياه بالقرية إلى أن جفت وتم حفر بئر أخرى على بُعد بضعة أمتار بعمق 75 متراً تقريباً، وذلك عام 1977 وقد زودت هذه البئر المياه للقرية حتى نهاية القرن العشرين، فقد قلت مياهها كثيراً وتم حفر بئر أخرى بالجهة الشرقية من القرية مع مطلع القرن الواحد والعشرون.